# Platypelochares
Platypelochares är ett släkte av skalbaggar. Platypelochares ingår i familjen lerstrandbaggar.
Kladogram enligt Catalogue of Life:
| Platypelochares | \| \| Platypelochares latimargo \| \| \| \| \| \| Platypelochares perforatus \| \| \| \| \| \| Platypelochares periculosissimus \| \| \| \| \| \| Platypelochares petrus \| \| \| \| \| \| Platypelochares trifidus \| \| \| \| |
|                 | \| \| Platypelochares latimargo \| \| \| \| \| \| Platypelochares perforatus \| \| \| \| \| \| Platypelochares periculosissimus \| \| \| \| \| \| Platypelochares petrus \| \| \| \| \| \| Platypelochares trifidus \| \| \| \| |
|                 | Platypelochares latimargo |
|                 | |
|                 | Platypelochares perforatus |
|                 | |
|                 | Platypelochares periculosissimus |
|                 | |
|                 | Platypelochares petrus |
|                 | |
|                 | Platypelochares trifidus |
|                 | |